# Vöröskoronás álszajkó
A vöröskoronás álszajkó (Garrulax ruficeps) a madarak osztályának verébalakúak (Passeriformes) rendjébe és a Leiothrichidae családjába tartozó faj.

## Rendszerezése
A fajt John Gould angol ornitológus írta le 1863-ban. Egyes szervezetek a Pterorhinus nembe sorolják Pterorhinus ruficeps néven.

## Előfordulása
Délkelet-Ázsiában, Tajvan szigetén honos. A természetes élőhelye a szubtrópusi vagy trópusi síkvidéki- és hegyi esőerdők, magaslati cserjések, valamint legelők. Állandó, nem vonuló faj.

## Megjelenése
Testhossza 27-29  centiméter.

## Életmódja
Feltehetően gerinctelenekkel és növényi anyagokkal táplálkozik.